# Brunorejo
Brunorejo is een bestuurslaag in het regentschap Purworejo van de provincie Midden-Java, Indonesië. Brunorejo telt 4950 inwoners (volkstelling 2010).